# Nebbiolo
Nebbiolo är en blå vindruva som framför allt odlas i Piemonte (Barolo, Barbaresco och Gattinara) i Italien för vinerna Barbaresco, Barolo och Gattinara men även i Lombardiet (Valtellina).
Nebbiolo tros härleda från ordet nebbia som betyder "dimma". Under skörden, som i allmänhet äger rum i slutet av oktober, bildas en djup, intensiv dimma i region Langhe där många Nebbiolovinodlingar är belägna. Alternativa förklaringar, till namnet på druvan, hänvisar till den dimm-liknande och mjölkaktig slöja som täcker bären när de når vuxen ålder, eller så härstammar namnet kanske istället från det italienska ordet Nobile, som betyder ädel.
Druvan ger viner med en lätt röd färg och en doft som för tankarna till mogna körsbär, plommon och violer och med tilltagande ålder till tryffel, svamp, tjära och förmultnade löv. Smaken är ofta komplex, extraktrik med påtaglig strävhet, torr och med viss bitterhet. Hög tanninhalt är kännetecknande och vinerna kräver ofta lång lagring för att mildra strävheten.
Chiavennasca och Spanna är exempel på några av alla kloner som finns på Nebbiolo. De bästa vinerna på Nebbiolo kommer från norra Italien, men druvan odlas också i mindre mängd i Australien, USA, Chile, Argentina och Grekland.